# Вінцент Дембицький
Вінцент Дембицький (пол. Wincenty Dębicki) (1937) — польський дипломат. В.о. Генерального консула Республіки Польща у Львові (2000).

## Життєпис
Народився у 1937 році в Буську біля Львова. У 1945 році разом з родиною був переселений до Ґданська. У 1960 році закінчив Факультет морського транспорту Ґданського університету.
З 1960 року — почав працювати на Підприємстві міжнародних перевезень «C. Hartwig» у Ґдині. Працював на підприємствах, пов'язаних з морським господарством.
З 1987 року на дипломатичній роботі як аташе в Посольстві Республіки Польща в Колумбії.
У 1991 році — перейшов на роботу до Міністерства внутрішніх справ Республіки Польща.
У 1997 році — почав працювати консулом із діаспорних питань у Генеральному консульстві Республіка Польща у Львові.
У 2000 році — протягом короткого періоду виконував обов'язки керівника консульства Республіка Польща у Львові.
Зараз на пенсії.